# You Can't Do That on Stage Anymore, Vol. 5
Albums de Frank Zappa
Beat the Boots II
(1992) You Can't Do That on Stage Anymore, Vol. 6
(1992)
You Can't Do That on Stage Anymore, Vol. 5 est un double album live de Frank Zappa sorti en 1992 sur le label Rykodisc. Le premier disque comprend des performances réalisées avec les Mothers of Invention entre 1965 et 1969 ; le second comprend des enregistrements datant d'une tournée en Europe durant l'été 1982.

## Titres
Tous les titres sont de Frank Zappa, sauf mention contraire.

### Premier disque
1. The Downtown Talent Scout – 4 min 01 s
2. Charles Ives – 4 min 37 s
3. Here Lies Love (Martin, Dobard) – 2 min 44 s
4. Piano/Drum Duet – 1 min 57 s
5. Mozart Ballet (Zappa, Wolfgang Amadeus Mozart) – 4 min 05 s
6. Chocolate Halvah (Lowell George, Roy Estrada, Zappa) – 3 min 25 s
7. JCB & Kansas on the Bus #1 (Kanzus, Black, Kunc, Barber) – 1 min 03 s
8. Run Home Slow: Main Title Theme – 1 min 16 s
9. The Little March – 1 min 20 s
10. Right There (Estrada, Zappa) – 5 min 10 s
11. Where Is Johnny Velvet? – 48 s
12. Return of the Hunch-Back Duke – 1 min 44 s
13. Trouble Every Day – 4 min 06 s
14. Proto-Minimalism – 1 min 41 s
15. JCB & Kansas on the Bus #2 (Kanzus, Black, Kunc, Barber) – 1 min 06 s
16. My Head? (MOI) – 1 min 22 s
17. Meow – 1 min 23 s
18. Baked-Bean Boogie – 3 min 26 s
19. Where's Our Equipment? – 2 min 29 s
20. FZ/JCB Drum Duet – 4 min 26 s
21. No Waiting for the Peanuts to Dissolve – 4 min 45 s
22. A Game of Cards (Zappa, Motorhead Sherwood, Art Tripp, Ian Underwood) – 44 s
23. Underground Freak-Out Music – 3 min 51 s
24. German Lunch (MOI) – 6 min 43 s
25. My Guitar Wants to Kill Your Mama – 2 min 11 s

### Second disque
1. Easy Meat – 7 min 38 s
2. The Dead Girls of London (Zappa, L. Shankar) – 2 min 29 s
3. Shall We Take Ourselves Seriously? – 1 min 44 s
4. What's New in Baltimore? – 5 min 03 s
5. Moggio – 2 min 29 s
6. Dancin' Fool – 3 min 12 s
7. RDNZL – 7 min 58 s
8. Advance Romance – 7 min 01 s
9. City of Tiny Lites – 10 min 38 s
10. A Pound for a Brown on the Bus – 8 min 38 s
11. Doreen – 1 min 58 s
12. Black Page, No. 2 – 9 min 56 s
13. Geneva Farewell – 1 min 38 s

## Musiciens
- Frank Zappa – guitare, chant
- Dick Kunc – chant, voix
- Kanzus J. Kanzus – chant, voix
- Dick Barber – chant, voix
- Lowell George – guitare, chant
- Ray White – guitare, chant
- Steve Vai – guitare
- Elliot Ingber – guitare
- Roy Estrada – basse, chant
- Scott Thunes – basse
- Tommy Mars – claviers, chant
- Don Preston – claviers
- Bunk Gardner – saxophone ténor, trompette
- Motorhead Sherwood – saxophone baryton, chant
- Bobby Martin – saxophone, chant, clavier
- Ian Underwood – clarinette, saxophone alto, piano électrique, piano
- Billy Mundi – batterie
- Art Tripp – batterie
- Chad Wackerman – batterie
- Jimmy Carl Black – batterie, chant, chœurs
- Ed Mann – percussions
- Ray Collins – tambourin

## Production
- Production : Frank Zappa
- Ingénierie : John Judnich, Dick Kunc, Steve, Wally Heider, FZ, Mark Pinske, Bob Stone & Spence Chrislu
- Direction musicale : Frank Zappa